# Giardomyia fragariae
Giardomyia fragariae är en tvåvingeart som först beskrevs av Ephraim Porter Felt 1907.  Giardomyia fragariae ingår i släktet Giardomyia och familjen gallmyggor.
Artens utbredningsområde är New York. Inga underarter finns listade i Catalogue of Life.